# Konstantin zu Salm-Reifferscheidt

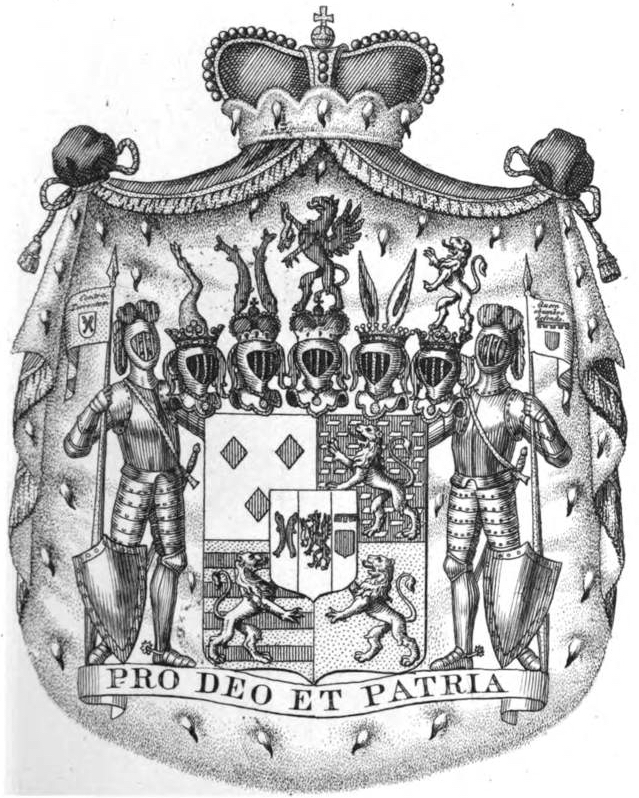
Wappen der Fürsten zu Salm-Reifferscheidt-Krautheim

Konstantin (Constantin) Dominik Franz zu Salm-Reifferscheidt (* 4. August 1798 auf Schloss Löwenstein in Kleinheubach, Fürstentum Löwenstein-Wertheim-Rochefort; † 10. Februar 1856 auf Schloss Hersberg, Großherzogtum Baden) war ein großherzoglich badischer Offizier und ab 1831 Fürst und Standesherr von Salm-Krautheim. Als solcher war er bis zum Verkauf der Standesherrschaft im Jahr 1839 Mitglied der Ersten Kammer der Badischen Ständeversammlung.

## Leben
Konstantin war der älteste, das Erwachsenenalter erreichende Sohn des Fürsten und Altgrafen Franz Wilhelm zu Salm-Reifferscheidt und dessen Ehefrau Franziska Prinzessin von Hohenlohe-Bartenstein (1770–1812). Konstantins Vater, ein Spross des niedersalmischen Adelsgeschlechts Salm-Reifferscheidt und regierender Graf von Bedburg (Bedbur) und Erp, wurde 1803 für den Verlust seiner linksrheinischen Herrschaft im Reichsdeputationshauptschluss durch die Grafschaft Krautheim entschädigt. Im Zuge der Bildung des Rheinbundes fiel dieses Territorium jedoch bereits 1806 einer Mediatisierung durch das Großherzogtum Baden und das Königreich Württemberg anheim. Eine neue Stellung fand sein Vater als Oberjägermeister im Hofstaat Ferdinands von Österreich-Toskana im Großherzogtum Würzburg. 1806 begleitete Konstantin seinen Vater und seine Tante auf einer Reise ins Großherzogtum Berg, um dort dem Großherzog Joachim Murat die Aufwartung zu machen. Als Ferdinand die Souveränität über Würzburg 1814 an das Königreich Bayern abgetreten hatte, trat sein Vater am 2. Oktober 1815 als Chef des rheinischen Landwehr-Regiments in die Dienste des preußischen Königs Friedrich Wilhelm III.
Nachdem sein Vater 1818 Chef des 1. Landwehr-Regiments in Düsseldorf und am 26. März 1820 Chef des 2. kombinierten Reserve-Landwehrregiments geworden war und die Kunstakademie Düsseldorf ab 1819 unter Peter Cornelius einen neuen Anfang in der Ausbildung junger Maler genommen hatte, ließ sich Konstantin von Cornelius in der Malerei unterrichten. Als dessen Schüler trat er 1823 bei einer Ausstellung der Akademie mit der Komposition eines „mittelalterlichen Schlosses“ auf.

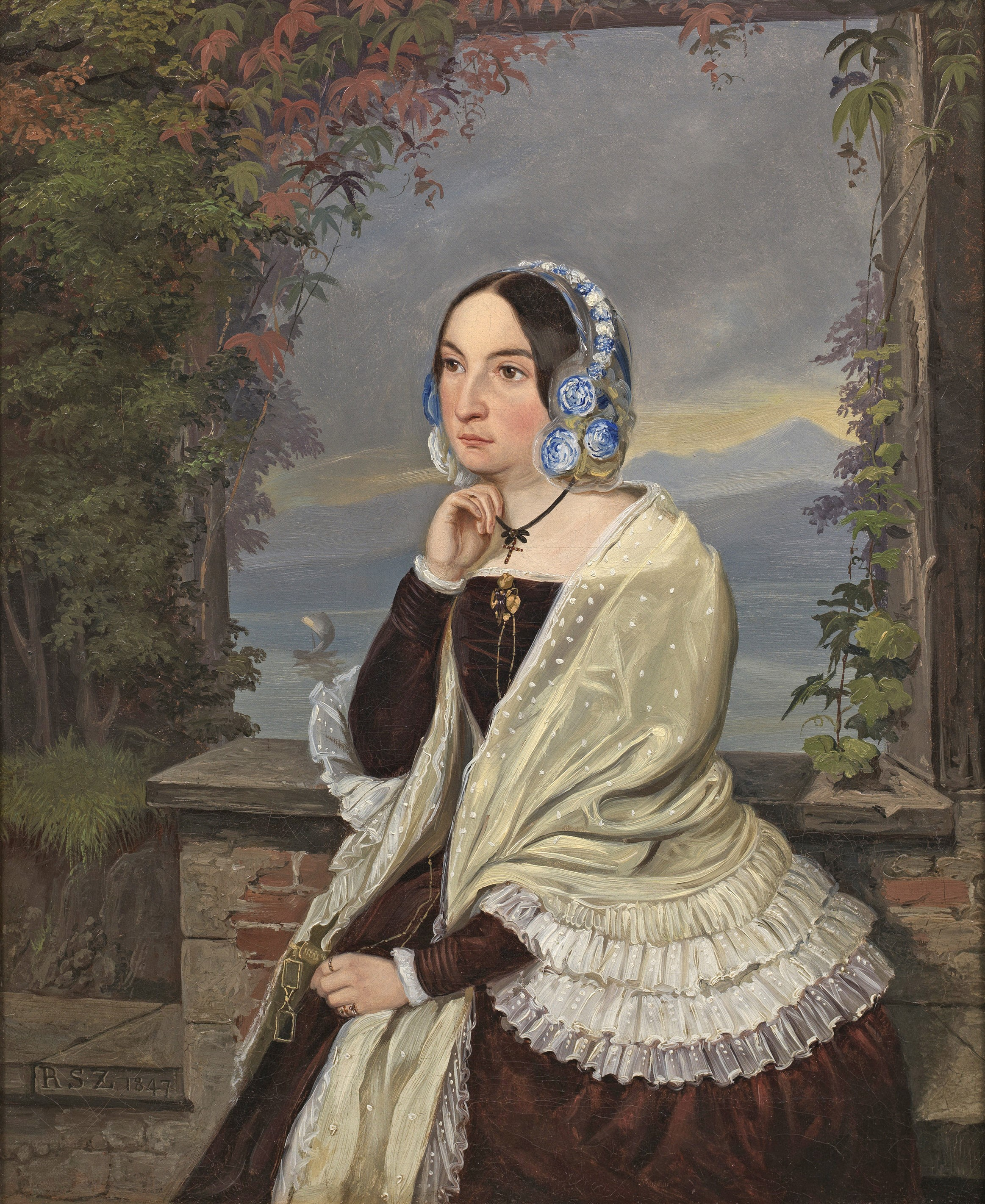
Die Ehefrau Konstantins: Charlotte Fürstin und Altgräfin zu Salm-Reifferscheidt-Krautheim, geborene Prinzessin zu Hohenlohe-Bartenstein-Jagstberg, 1847 gemalt von Reinhard Sebastian Zimmermann

1826 verkaufte der Vater den württembergischen Teil seiner Standesherrschaft. Im gleichen Jahr, am 27. Mai 1826, vermählte sich Konstantin auf Schloss Haltenbergstetten mit der Prinzessin Charlotte Sophie Mathilde Franziska Xaverie Henriette zu Hohenlohe-Jagstberg (* 2. September 1808; † 9. November 1873), einer Tochter des Fürsten Karl zu Hohenlohe-Jagstberg und dessen Ehefrau Henriëtte Charlotte Friederike von Württemberg (1767–1817), somit Enkelin des württembergischen Herzogs Ludwig Eugen. Das Paar hatte neun Kinder:
- Franz Karl August (* 15. März 1827; † 24. März 1860), Erbprinz, unvermählt, 3. Fürst der Linie Salm-Reifferscheidt-Krautheim
- Auguste Eleonore Sophie (* 21. März 1828; † 2. August 1859)
- Otto Clemens (* 19. Oktober 1829; † 31. Mai 1859), unvermählt
- Karoline (*/† 13. Dezember 1830)
- Bertha (* 3. November 1831; † 13. November 1831)
- Leopold Karl Aloys Hubert Longinus Maria (* 14. März 1833; † 16. Mai 1893), 4. Fürst der Linie Salm-Reifferscheidt-Krautheim, erbte 1888 von Alfred zu Salm-Reifferscheidt-Dyck das Schloss Dyck, ⚭ 1. Anna Maria von Thurn und Valsassina-Como-Vercelli (* 19. September 1837; † 12. September 1864), ⚭ 2. Marie Christine Caroline Rosa Gabriele Adolphine von Spiegel zum Desenberg (* 18. Mai 1846; † 6. Februar 1935), Vater von Alfred zu Salm-Reifferscheidt
- Franziska Antonie Auguste Crescentie Marie (* 19. April 1835; † 9. Juli 1852)
- Eleonore Aloysie Huberta Januaria Marie (* 16. September 1836; † 27. April 1922), ⚭ 23. Dezember 1879 Stanislaus Freiherr Bourguignon von Baumberg (* 9. Mai 1823; † 22. Februar 1884)
- Friedrich Karl Anton Ludwig Hubert Alois Berthold Wolfgang Maria (* 31. Oktober 1843; † 27. Juni 1866), gefallen in der Schlacht bei Nachod

Konstantin wurde Oberstleutnant der Badischen Armee und diente als Flügeladjutant des Großherzogs von Baden. Am 14. Mai 1831 sukzedierte er seinem Vater und wurde 2. Fürst und Standesherr des verbliebenen badischen Teils der Standesherrschaft Salm-Krautheim. Zur Tilgung väterlicher Schulden veräußerte er 1839 für 1.103.976 Gulden den unter badischer Hoheit stehenden Teil der ererbten Standesherrschaft an das Großherzogtum Baden, nachdem er 1838 vom Haus Württemberg das Rittergut Schloss Hersberg erworben hatte. Für seinen gesamten Besitz errichtete er im gleichen Jahr per Hausgesetz einen Familienfideikommiss. Im gleichen Jahr erging ferner eine Feststellung des badischen Großherzogs Leopold über die staatsrechtlichen Verhältnisse Konstantins und seines fürstlichen Hauses, in der ihm und den Mitgliedern seiner Familie die Vorrechte des Hohen Adels bestätigt wurden.
1839 schenkte Konstantin dem Pädagogium in Tauberbischofsheim 37 Werke lateinischer und griechischer Klassiker in insgesamt 99 Bänden (davon 74 erhalten), fast ausschließlich Werkausgaben der Editiones Bipontinae aus dem Erscheinungszeitraum zwischen 1779 und 1790. Sie bilden den mutmaßlich letzten Überrest der Bibliothek von Amalie von Gallitzin in Münster, der Mutter seiner Stiefmutter Marianne Prinzessin Gallitzin (1769–1823). 1844 verlieh ihm Preußen den Roten Adlerorden. Außerdem war Konstantin Ritter des Fürstlich Hohenloheschen Haus- und Phönixordens.
Seine Frau Charlotte zu Salm war mit der Dichterin Annette von Droste-Hülshoff und ihrer Schwester Jenny auf Burg Meersburg befreundet.